# Tim McGraw
Pour les articles homonymes, voir McGraw.
Samuel Timothy McGraw, dit Tim McGraw (né le 1er mai 1967 à Delhi, en Louisiane), est un  chanteur de musique country et acteur américain.

## Biographie
Il est marié à la chanteuse Faith Hill et son père est l'ancien joueur de baseball, Tug McGraw. Parmi ses succès, on peut citer Welcome to the Club, premier en date, ainsi qu'Indian Outlaw, Don't Take the Girl, I Like It, I Love It, Something Like That, It's Your Love (en duo avec sa femme, Faith Hill) et Live Like You Were Dying.
C'est le chanteur préféré de Taylor Swift qui a écrit la chanson homonyme Tim McGraw en son honneur. Le rappeur J. Stalin a fait de même en 2013, avec une chanson homonyme rendant hommage au chanteur sur son double album Miracle and Nightmare on 10th Street. Il est de même cité dans la chanson "5 Foot 9" de Tyler Hubbard, chanteur avec lesquels il avait déjà composé sur le titre "May We All" de Florida Georgia Line. Il est marié a la chanteuse de musique country Faith Hill depuis 1996 

## Discographie

### Albums studio
La chanson qui ouvre l'album, Welcome to the club, traite d'un ami malheureux en amour à qui ses amis offrent le réconfort en lui expliquant qu'ils ont été logés à la même enseigne et se promettent qu'on ne les y prendra plus, mais recommenceront quand même parce que l'espérance est la plus forte. Elle a connu un succès immédiat.

## Filmographie
| Film       | Film                            | Film                 | Film                                                                       |
| Année      | Film                            | Rôle                 | Notes                                                                      |
| ---------- | ------------------------------- | -------------------- | -------------------------------------------------------------------------- |
| 2004       | Black Cloud                     | Sheriff Cliff Powers |                                                                            |
| 2004       | Friday Night Lights             | Charles Billingsley  | Nommé aux MTV Video Music Awards - Breakthrough Video                      |
| 2006       | Flicka                          | Rob McLaughlin       | Nommé aux Critics Choice Awards pour la meilleure chanson : My Little Girl |
| 2007       | Le Royaume                      | Aaron Jackson        |                                                                            |
| 2008       | Tout... sauf en famille         | Dallas               |                                                                            |
| 2009       | Get Low                         |                      |                                                                            |
| 2010       | The Blind Side                  | Sean Tuohy           |                                                                            |
| 2010       | Country Strong                  | James Canter         |                                                                            |
| 2015       | À la poursuite de demain        | Eddie Newton         |                                                                            |
| 2017       | Le Chemin du pardon (The Shack) | Willie               |                                                                            |
| Television |                                 |                      |                                                                            |
| Année      | Film                            | Rôle                 | Notes                                                                      |
| 1997       | The Jeff Foxworthy Show         | Lionel               | 1 épisode ; Feud for Thought                                               |
| 2021-2022  | 1883                            | James Dutton         | 10 épisodes                                                                |